# Црква брвнара у Такову
Црква Светог Ђорђа у Такову је једна од најстаријих цркви брвнара у Србији, а уједно и једна од најпознатијих. Реч је о једином облику црквеног градитељства у време Турака јер су овакве грађевине лако могле бити премештане или поново направљене када би их Турци запалили. Налази се у селу Таково код Горњег Милановца. Историја ове цркве везана је за подизање Другог српског устанка. У овој цркви су се, на Цвети 1815. године, након што је Милош Обреновић подигао устанак, причестили окупљени устаници и заклели на верност Милошу Обреновићу. Споменик је културе. Припада Епархији жичкој Српске православне цркве.

## Грађење цркве
Подигнута је 1795. године, на месту старије грађевине из 1724. године. Има правогоугаону основу са полукружном апсидом. У основи је једнобродна грађевина. Правоугаони темељи на које је постављена су од тесаног камена. На њих су постављена, такође тесана, брвна од храстовине. Кров је стрм, двоводан, покривен храстовим дашчицама - ситним клисом (храстовом шиндром). Са улазне стране и изнад апсидалног дела је заобљен. На рогљевима крова су два велика дрвена крста.
Унутрашњост цркве је подељена на олтарски и главни простор, главни брод. Израда цркве је једноставна али веома прецизна. Двоја црквена врата су богато обрађена и украшена дуборезом. Царске двери осликао је Јеремија Михаиловић 1805. године. Иконостас је очуван и дар је Јована Обреновића, брата кнеза Милоша.
Цркву су саградили мајстори из Осата, из Источне Босне (Осаћани). Они су израдили и богату декорацију цркве која је посебно упечатљива на вратима, на довратним и на надвратним гредама, где се у орнаментици виде исламски утицаји. Приликом обнове цркве 1935. године, прекривена је новим клисом и тада јој је земљани под избетониран.

Половином новембра 2014. године започети су радови на обнови крова цркве. По речима Ивице Бјелића, власника Самосталне грађевинско–занатске радње из Смедерева којој је поверен посао, требало је да радови трају „око двадесетак дана“. Радови су трајали мало дуже од тог рока, али је препокривање успешно завршено у другој половини децембра. Мајстори су уредили и труп цркве, све до темеља. Поводом завршетка радова на цркви, игуман манастира Савинац Партеније Дачић изјавио је: 
Благодаримо богу и светом Ђорђу, коме је овај храм и посвећен, да смо стигли да пре праве зиме завршимо препокривање цркве. Користим ову прилику да се у име епархије Жичке манастира на Савинцу, захвалим Министарству културе, које је имало слуха да изађе у сусрет молби манастира и издвоји новчана средства за рад. Мислим да би Милош Велики и архимандрит Мелетије, потоњи митрополит Београдски, били поносни да виде овако уређену цркву, у којој су добили благослов за подизање Другог српског устанка. Такође, хтео бих да нагласим одличну сарадњу између Републичког завода за заштиту споменика културе из Београда и архитектом Бојаном Михаљевић са предузетником из Смедерева Ивицом Бјелић. Сигуран сам да све ово не би било овако урађено да није било њихових стручних савета и професионалног односа према повереном им послу.

## Историја
Црква брвнара у Такову има посебан историјски значај – везана је за породицу Обреновић и вековну борбу против Турака. Док је у историји Србије она најбоље запамћена по дизању Другог српског устанка од стране Милоша Обреновића, томе је претходио још један догађај. После слома Првог српског устанка, Милош Обреновић се предао Турцима баш испред ове цркве, а неколико месеци након тога почео је да прави планове за подизање Другог српског устанка. 11/23. априла 1815. године, на Цвети, након што је на Састанку у Такову подигао устанак и позвао устанике на побуну, Милош и устаници су дошли у цркву у Такову да се причесте и том приликом се заклели на верност Милошу Обреновићу и Србији, „на крст часни и слободу златну“.
Током 1930-тих било је идеја да се брвнара обухвати новом црквом која би је заштитила од пропадања, за шта је прилог дао и краљ Александар, али није било довољно новаца. Затим је намеравано да се кров замени новим дрвеним, али то више не би била стара црква.

## Предање
Миленко С. Филиповић пише, по казивању мештана, како је у селу био један чобанин звани Порча. Стално је чувао овце на месту где се налазила црква која је касније спаљена. Наишли су Турци са Рудника терајући стоку, па угледавши Порчу поведу и њега да им помогне стоку гонити. С њима Порча стигне до Босне и тамо остане у служби код неког Турчина. Покаже се добар те га овај посини, а кад Турчин умре, Порчи остане велико имање и богатство у наслеђе. Живео је у Сарајеву. Тамо се и потурчио. Као богат човек сети се села у коме је одрастао и овце чувао. Дође у њега и подигне цркву на месту где је она раније била и код које је некад давно овце чувао. Затим ту насели своју фамилију Василијевиће, које су по њему звали Порчићи, а који су касније изумрли.
За причу о Порчи везан је и неки Цветко. Сматра се да је он био од Поповића и да су га Турци, због тога што је бунио народ против њих, убили и ставили на точак. Место његове погибије и извор у близини прозвали су Цветковац. Народ га је сахранио на црквеном згаришту јер је црква у то време била спаљена. Прича се да је Порча цркву изнова подигао за душу Цветкову и да је због његовог јатаковања са хајдуцима и Порча био осуђен на велике батине.
Порчића је било у селу Клатичеву. Кад је краљ Александар Обреновић долазио у Таково 1891. године, један Порчић из Клатичева „предао му је таковску цркву као своју“

## Галерија
- Таковска црква, издање Моше Коена, разгледница, штампа, 8,9×14 цм, Београд, почетак XX века. На аверсу је одштампано: Таковска црква.
- Таковска црква, фото-папир, картон, позитив, смеђ, каширано, 24,2×31,5 цм, Београд, 1887-1901.